# Cuartel del Conde Ansúrez
El cuartel del Conde Ansúrez fue un edificio de la ciudad española de Valladolid, ya desaparecido.

## Descripción
El edificio estaba situado en las inmediaciones del paseo del Príncipe de la ciudad española de Valladolid. El cuartel, construido a caballo entre los siglos XIX y XX con arreglo a los planos de Sixto Soto Alonso, llegó a ser calificado como «uno de los mejores edificios militares de España». Aparece descrito en el Compendio histórico-descriptivo y guía general de Valladolid (1922) de Casimiro González García-Valladolid con las siguientes palabras:

Cuartel de Caballería Conde Ansúrez, afueras del Paseo del Príncipe.—Es uno de los mejores edificios militares de España. Se construyó en los años 1893 a 1902, y posteriormente se han hecho algunas ampliaciones. Sus planos son obra del ingeniero militar don Sixto Soto Alonso.
(González García-Valladolid, 1922, p. 95)